# Volnay (Côte-d'Or)
Volnay is een gemeente in het Franse departement Côte-d'Or (regio Bourgogne-Franche-Comté) en telt 286 inwoners (2008). De plaats maakt deel uit van het arrondissement Beaune.

## Geografie
De oppervlakte van Volnay bedraagt 7,6 km², de bevolkingsdichtheid is 39,1 inwoners per km².
De onderstaande kaart toont de ligging van Volnay (Côte-d'Or) met de belangrijkste infrastructuur en aangrenzende gemeenten.

## Demografie
Onderstaande figuur toont het verloop van het inwonertal (bron: INSEE-tellingen).